# 拉赫·法塔·阿里·罕
拉赫·法塔·阿里·罕（英語：Rahat Fateh Ali Khan，1974年12月9日—）是一名來自巴基斯坦的歌手，主要演出伊斯蘭蘇非主義的「卡瓦力」宗教音樂。他家中的伯父努斯拉·法贴·阿里·汗、父親法鲁克·法帖·阿里·汗及祖父法帖·阿里·汗均是巴基斯坦知名的音樂家。 除了卡瓦力外，拉赫亦是一名受歡迎的加扎勒、及巴基斯坦和印度电影幕后歌手。

## 外部連結
- 拉赫·法塔·阿里·罕在互联网电影资料库（IMDb）上的資料（英文）
- Official Website